# Ninox rudolfi
Ninox rudolfi (лат.) — вид птиц рода иглоногие совы семейства совиных. Подвидов не выделяют. Является эндемиком индонезийского острова Сумба, где встречается довольно редко. Верх темно-коричневый с белыми отметинами. Глаза карие, брови беловатые. Клюв желтовато-коричневый. Считается, что пищей являются насекомые.